# Resident Evil Confidential Report
Resident Evil: Confidential Report (no Japão, conhecido como Biohazard: Confidential Report) é um jogo de estratégia, baseado na série da Capcom, liberado para celular em 2006, sendo um outro derivado da franquia Resident Evil.

## Visão Geral
Resident Evil: Confidential Report é definitivamente diferente dos seus antecessores. Tem o objetivo de circulação e do combate em uma rede utilizando sistemas. Tal como o jogo Resident Evil II, cada história apresenta dois cenários diferentes com dois protagonistas.

## História
- Arquivo I - Uma explosão em um centro de pesquisas da Umbrella libera um Vírus para os habitantes, transformando-os em zumbis.
- Arquivo II - O Departamento de Polícia de Raccoon City recebe uma chamada de socorro de uma velha escola através da sua linha direta.
- Arquivo III - O alarme de um museu local dispara, levantando a possibilidade de sobreviventes.
- Arquivo IV - Todos os sobreviventes são orientados a seguir para o centro de pesquisas.

A história deste jogo é discutível, devido a não ter sido criada por qualquer uma das equipes de desenvolvimento dos principais jogos da série. Se a história é verdadeira, fica sendo indefinida, colocada apenas no cronograma deste jogo, então, se for o caso, não possui ligações com os outros jogos.

## Personagens

### Tyler Hamilton
Um policial novato do RPD, Tyler tinha sido promovido à segurança no laboratório da Umbrella. Após a explosão, que liberou o vírus em sua direção, o rapaz tentou desesperadamente escapar e voltar para o prédio da policia. Depois de escapar, Tyler respondeu ao pedido de socorro da escola e, supondo que nenhum estudante teria o número da linha direta de emergência, define investigar. Ele é um personagem desconhecido, porém, na verdade, possui uma relação com George Hamilton, um personagem do jogo Resident Evil: Outbreak File #II.

### Naomi McClain
Uma agente do FBI que estava fora do prédio policial no momento da explosão. Ela havia chegado em Raccoon City a fim de descobrir a verdade por trás dos experimentos da Umbrella e depois da explosão, estabeleceu a possibilidade de encontrar seu informante desaparecido. Quando Tyler recebe o pedido de socorro da escola, Naomi intercepta o sinal e decodifica a mensagem a partir de um informante.

### Albert Wesker
Presente apenas na versão japonesa do jogo, o famoso traidor dos S.T.A.R.S. fica desbloqueado, caso o jogador termine o jogo em menos de seis horas. O rapaz estava no centro de pesquisas no momento da explosão, porém, suas intenções permanecem desconhecidas.

## Canonicidade
Após o fracasso de tentar incluir Resident Evil: Gaiden na cronologia da saga, a Capcom tomou todos os cuidados para que Resident Evil: Confidential Report pudesse ser colocado no canône da série, tornando a história deste jogo discutível, devido ao fato de não ter sido criada por qualquer uma das equipes de desenvolvimento da série. Entretanto, em um relatório chamado Nemêsis Report, liberado pela Capcom na revista chinesa Gameplayers Magazine sobre o Nemêsis, a criatura criada pela Umbrella Corporation e enfrentada durante os eventos de Resident Evil III: Nemesis, é revelado que foram criadas cinco criaturas do tipo. Um deles foi morto durante os eventos de Resident Evil III, o outro criou vontade própria e foi destruído pela Umbrella, porém, o destino dos três restantes nunca foi esclarecido. Entretanto, durante o jogo, três monstros diferentes são enfrentados e mortos, indicando que o jogo pode fazer parte da cronologia, explicando o ocorrido com as criaturas. Vale também citar que o site Project Umbrella(um dos maiores sites existentes sobre a série) fez um levantamento completo sobre o jogo, indicando que ele pode perfeitamente fazer parte do canône da franquia, se passando antes, durante e entre os eventos de Resident Evil II e III.